# 日本マランツ
日本マランツ株式会社（にほんマランツ）は、かつて存在した音響機器・映像機器・通信機器の製造メーカー。2005年4月1日に株式会社ディーアンドエムホールディングス（以下「D&M」）との合併で消滅した。当記事では前身のスタンダード無線工業時代、合併後のスタンダード工業時代、および消滅時の日本マランツ時代について説明する。
なお、2005年以降「マランツ」ブランド製品の企画・開発はD&Mが、販売についてはD&M子会社の株式会社マランツコンシューマーマーケティングがそれぞれ受け持っていたが、2011年以降はすべてをD&Mが行っている。

## 概要
元は「スタンダード」ブランドをかかげた研究所から始まったスタンダード無線工業株式会社であり、最初は真空管ラジオの製造から始め、1957年にはトランジスタラジオの製造に乗り出しSR-F31を開発。弱い電波を確実に捕捉する受信性能の良い製品を開発する技術力を持ち、超小型で洗練されたデザインのトランジスタラジオ「マイクロニック・ルビー」シリーズを生み出しアメリカで人気商品となるなど、小型製品の設計・開発・実装で技術力を発揮し、その後、テープレコーダーの製造も行った。
その技術力や社風はトランシーバーの開発・製造でも活かされ、通信機事業部が立ち上げられ「STANDARD」ブランドを掲げ、アマチュア無線用無線機や業務用無線機、その中でも特にハンディ型や車載型（モービル型）を長年得意とした（2000年前後まで）。
1968年にスーパースコープ社と提携し、後に資本参加を得たことで当時スーパースコープ傘下だったアメリカの高級オーディオブランド「marantz」製品の設計・生産に携わるようになった。1975年に社名が「日本マランツ」となるとハイエンド製品も日本での設計・生産が中心となっていった。
「marantz」ブランド以外の「SUPERSCOPE」「unix」といった商標でラジカセやミニコンポなどのゼネラルオーディオ機器も生産していた。
1980年末にフィリップスへ売却される。フィリップスは当時発売直前だったCDの普及を図る上で、電球やシェーバーなど生活家電の印象が強いフィリップスとは別のブランドで製品を展開したい意向を持っていた。一方スーパースコープはその後約10年間に亘り本国である北米・カナダ地域のみでマランツブランド製品のビジネスを独自に継続したため、日本マランツは米国市場から欧州市場へと焦点を移し、同時にアナログからデジタルへの技術のシフトも行うなど、ものづくりの大転換を余儀なくされる。まずはフィリップス開発のCDプレーヤーにマランツのブランドがつけられ、生産を担当。続いて最新のフィリップス製部品を数多く搭載した自社のCDプレーヤーを開発し、日本のオーディオ誌などではデジタルオーディオ分野で先行するメーカーと一気に肩を並べる存在となる。製品の音質検討に用いるスピーカーもスーパースコープ傘下時代のアメリカ製品から徐々に欧州製品へ移行、1994年からは一貫してBowers & Wilkins（B&W）社のスピーカーを用いた。フィリップスの影響は音作り以外にも及び、特にプロダクトデザインの分野では1989年頃から欧州製品を思わせるスマートなデザインの製品群を続々と発表。1990年代後半には10万円クラスのプリメインアンプに高さ110mmのスリムな筐体を採用したり、2000年代後半からはフロントパネルを縦に3分割し両サイドを奥行き方向にラウンドさせた独特な筐体デザインを採用している。
フィリップスの傘下から独立しデノンとの経営統合を経た2002年以降は映像機器やAVアンプへの取り組みを強化する一方、2010年からはDLNAやAirPlayに対応したネットワークオーディオプレーヤーを投入するなどオーディオ製品にも再び積極的な姿勢を見せた。
デノンとの経営統合前から行っていたB&W社製スピーカー、アメリカaudioquest社製接続ケーブルの日本国内での輸入代理店業務は親会社にあたるD&Mディストリビューター営業部に引き継がれている。かつてはフィリップスの音響・映像製品やデンマークバング&オルフセン社製オーディオ機器の輸入代理店もしていた。

## 沿革
「マランツミュージアム」の記述に基づく。
- 1946年（昭和21年） - 創業
- 1950年（昭和25年） - 宮澤 寛が東京都世田谷区に日本小型無線研究所設立、ブランド名はスタンダード
- 1953年（昭和28年） - スタンダード無線工業株式会社・設立、ポータブルラジオ受信機の製造販売開始
- 1959年（昭和34年） - テープレコーダーの製造販売開始
- 1961年（昭和36年） - 神奈川県相模原市（現 相模原市南区）に移転
- 1962年（昭和37年） - 株式の額面変更を目的にスタンダード工業株式会社に吸収合併。東証第二部に上場
- 1968年（昭和43年） - アメリカのスーパースコープ社と提携し「marantz」ブランド製品の設計・生産及び国内販売業務開始
- 1971年（昭和46年） - 第三者割当増資実施、全額を引き受けたスーパースコープ社が持株比率50%となり同社の傘下となる
- 1975年（昭和50年） - スタンダード工業株式会社、日本マランツ株式会社に商号変更
- 1980年（昭和55年） - スーパースコープ社がオランダのフィリップス社に所有株全てを譲渡し、フィリップスグループの一員となる
- 1982年（昭和57年） - CDプレーヤーの製造販売開始
- 1998年（平成10年） - DVDプレーヤーの製造販売開始
- 1999年（平成11年） - SACDプレーヤーの製造販売開始
- 2001年（平成13年） - フィリップス社から「marantz」ブランドの商標権及び欧米の販売会社、所有株式の一部などを買収、フィリップスの持株比率は50.5%から49%となりフィリップスグループから独立
- 2002年（平成14年） - 株式会社デノンと株式移転し、株式会社ディーアンドエムホールディングスを設立
- 2005年（平成17年） - 株式会社ディーアンドエムホールディングスと合併し、消滅。民生機の販売会社、株式会社マランツコンシューマーマーケティングが分離
- 2011年（平成23年） - 株式会社マランツコンシューマーマーケティングを含む3社がディーアンドエムホールディングス国内営業部門として一本化

## ブランドの変遷
- STANDARD

前身のスタンダード無線工業が自社製品に使用していたブランド。“逆三角形の枠の中に「SR」”（Standard Radioの略）のマークもあった。社名が日本マランツとなった1975年からは通信機専用のブランドとなる。斬新な形状の無線機を多く発売することで知られ「アマチュア無線界のホンダ」と評された。1998年に通信機事業部が八重洲無線へ売却された際にSRマークは消え当時の社名バーテックススタンダードを表すVSマークに変更。八重洲無線の業務用無線機と一部のアマチュア無線機の商標となっている。
- marantz

1953年にソウル・バーナード・マランツが興したオーディオメーカー「マランツ・カンパニー」が元祖。1980年以降は北米、カナダ地域はスーパースコープ（1993年まで）、その他地域はフィリップスが商標権を所有していたが2001年に日本マランツが全世界での商標権を買収した。現在はディーアンドエムホールディングスが所有している。ロゴタイプの書体、全小文字による表記はほぼ変わらないものの1969年、1982年、2003年に多少変更されている。
- SUPERSCOPE

1964年よりマランツ・カンパニーを所有していた「スーパースコープ・テクノロジー」社の商標。1975年にスタンダード工業が日本マランツに商号変更した際、STANDARDブランドの音響機器（ラジカセなど）を置き換える形で日本国内でも使用された。株式会社CSRがスーパースコープ・テクノロジー社とのライセンス契約により製品の開発・生産、日本国内での販売を行っている。
- unix

1980年に日本マランツがフィリップス傘下へ移行した際、SUPERSCOPEブランドに代わって日本国内でラジカセ等のゼネラルオーディオ機器に使用。コンピューターのオペレーティングシステムのUNIXよりも早く電気機器分野で先行登録しており当時商標問題が発生した。日本マランツは後に国内向けのゼネラルオーディオ機器の生産を終了したが、unixブランドはオーディオコンピューターAX1000やカラオケ用機器などの業務用音響機器で引き続き使用していた。

## 独自技術
HDAM（Hyper Dynamic Amplifier Module）
1992年発売のプリメインアンプPM-99SE、CDプレーヤーCD-15で初めて採用されたマランツ独自の高速電圧増幅モジュール。以降、アンプ、SACD/CDプレーヤーでは一部のローエンド機を除く主力製品の大半に搭載されている。
現代のオーディオ機器では信号増幅で使用するオペアンプにICを用いるのが一般的であるが、マランツはスルー・レートなどの高速化を狙い、あえてICを使わず単機能の部品を各種組み合わせたディスクリート構成のオペアンプ回路を採用。切手大の金属製シールドケースに収めたモジュールユニットとすることでデジタル回路が発するノイズの回避や信号経路の短縮化を図り、ICオペアンプに劣る点を補っている。開発にあたっては業務用カラオケ機器のデジタルエコーアンプで使用していた多層基板や小型ハンディトランシーバーの表面実装技術、ノイズ対策のノウハウなど同社の技術が結集された。
用途や価格帯別に様々なバリエーションが存在するが、2001年頃の製品からはシールドケースや接続端子を廃してメイン基板にそのまま実装されるなど、「モジュールユニット」ではなくなっている。

## 代表的な製品

### 音響機器
- ラジオ
  - SR-F31（1957年）
  - SR-G430 マイクロニック・ルビー（1964年）

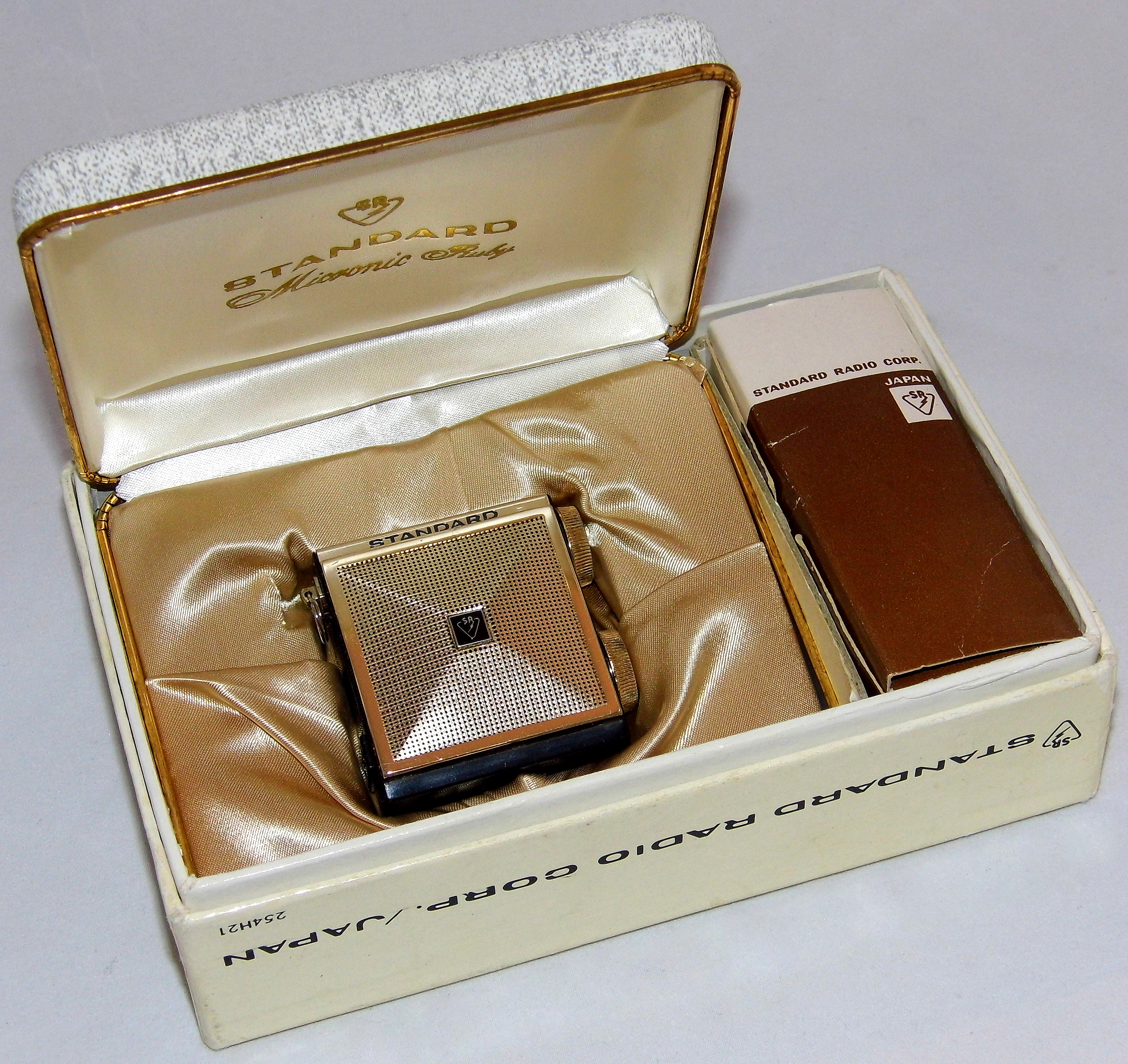
SR-G430。「Micronic Ruby」AMラジオ。（1964年頃）
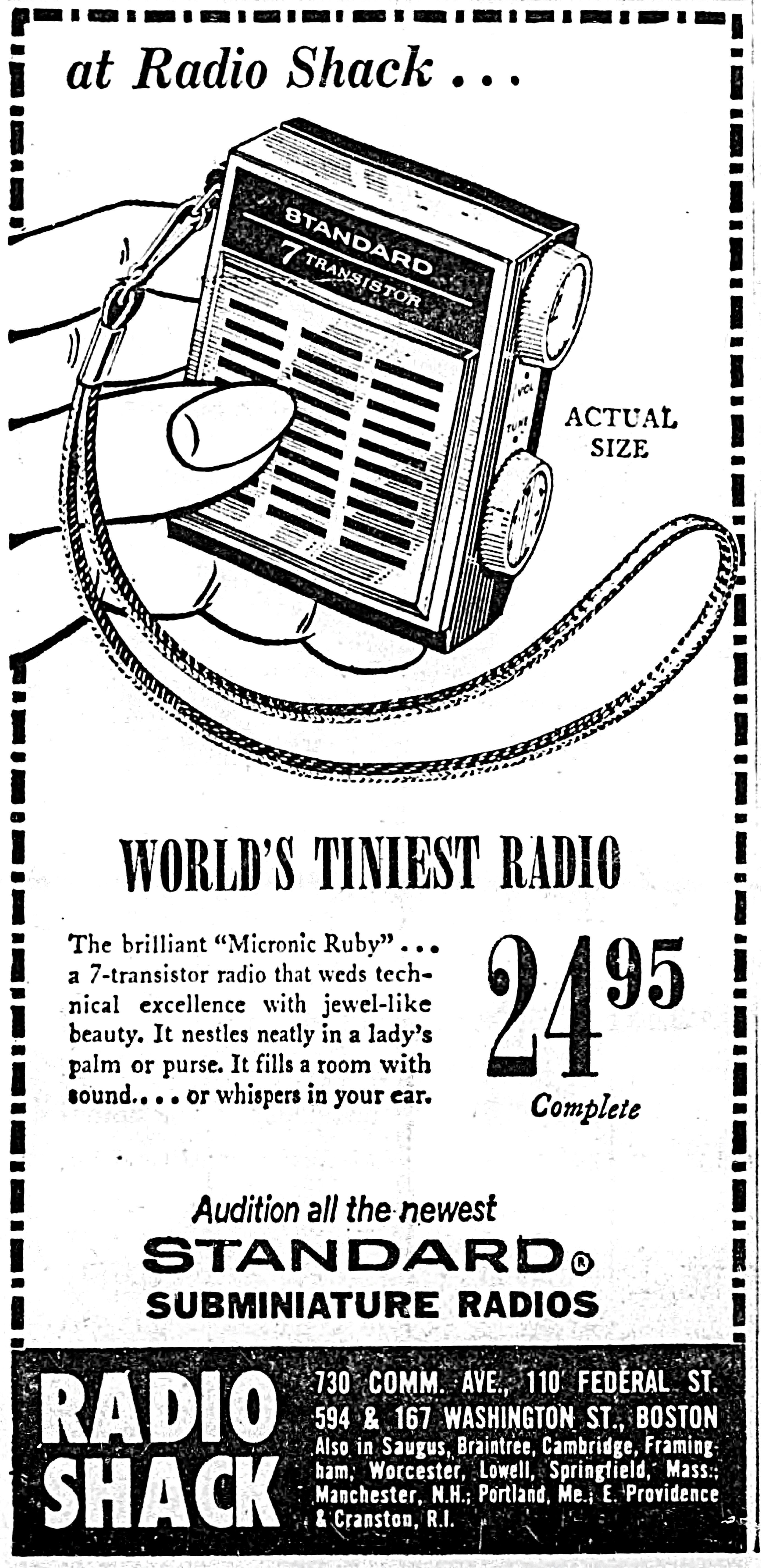
1964年12月2日付のアメリカのBoston Globe Newspaper紙に掲載されたSR-G433の広告
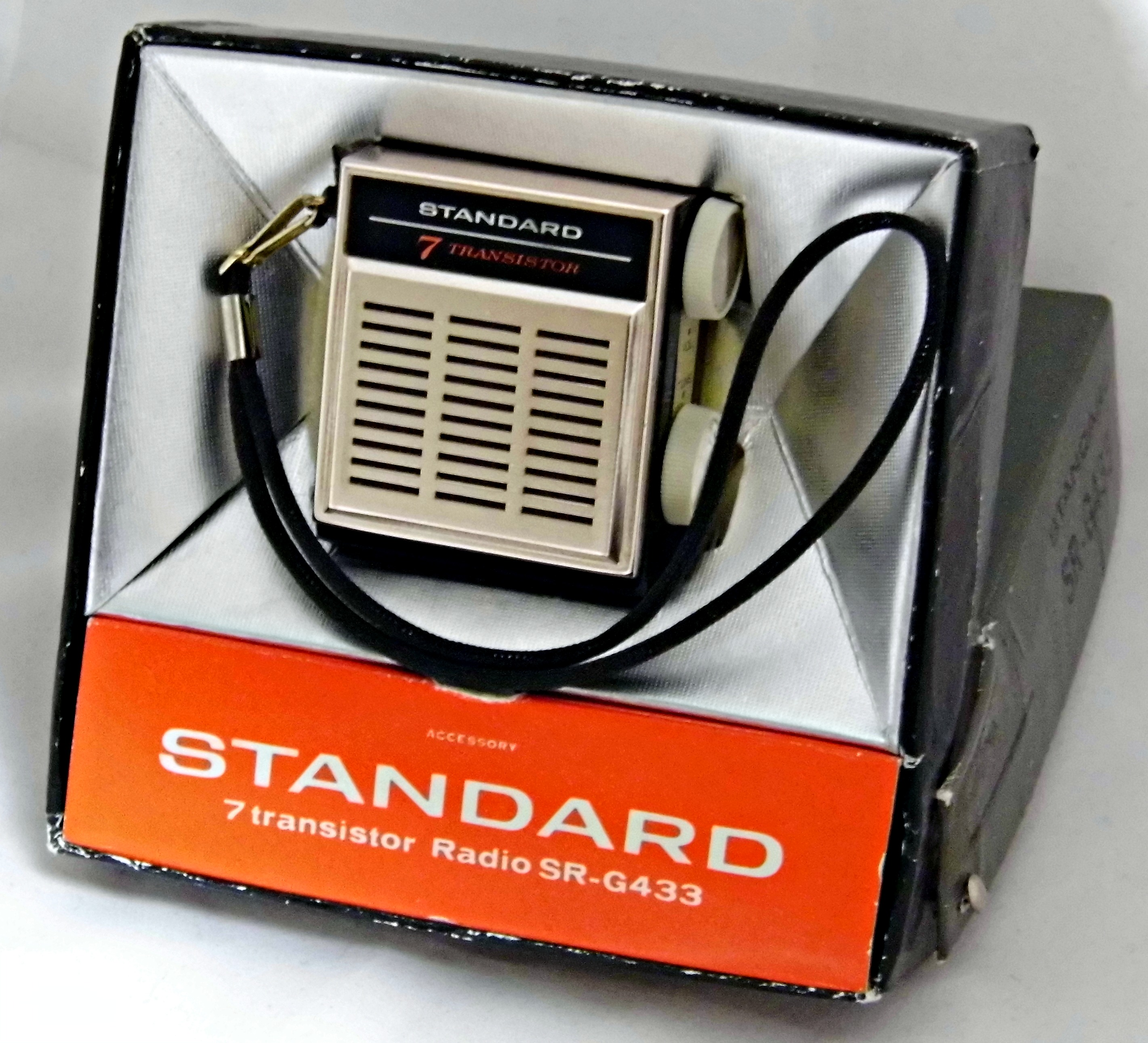
SR-G433　「Micronic Ruby」（1965年ころ）の実物。AMラジオ。アメリカ合衆国で販売された個体。
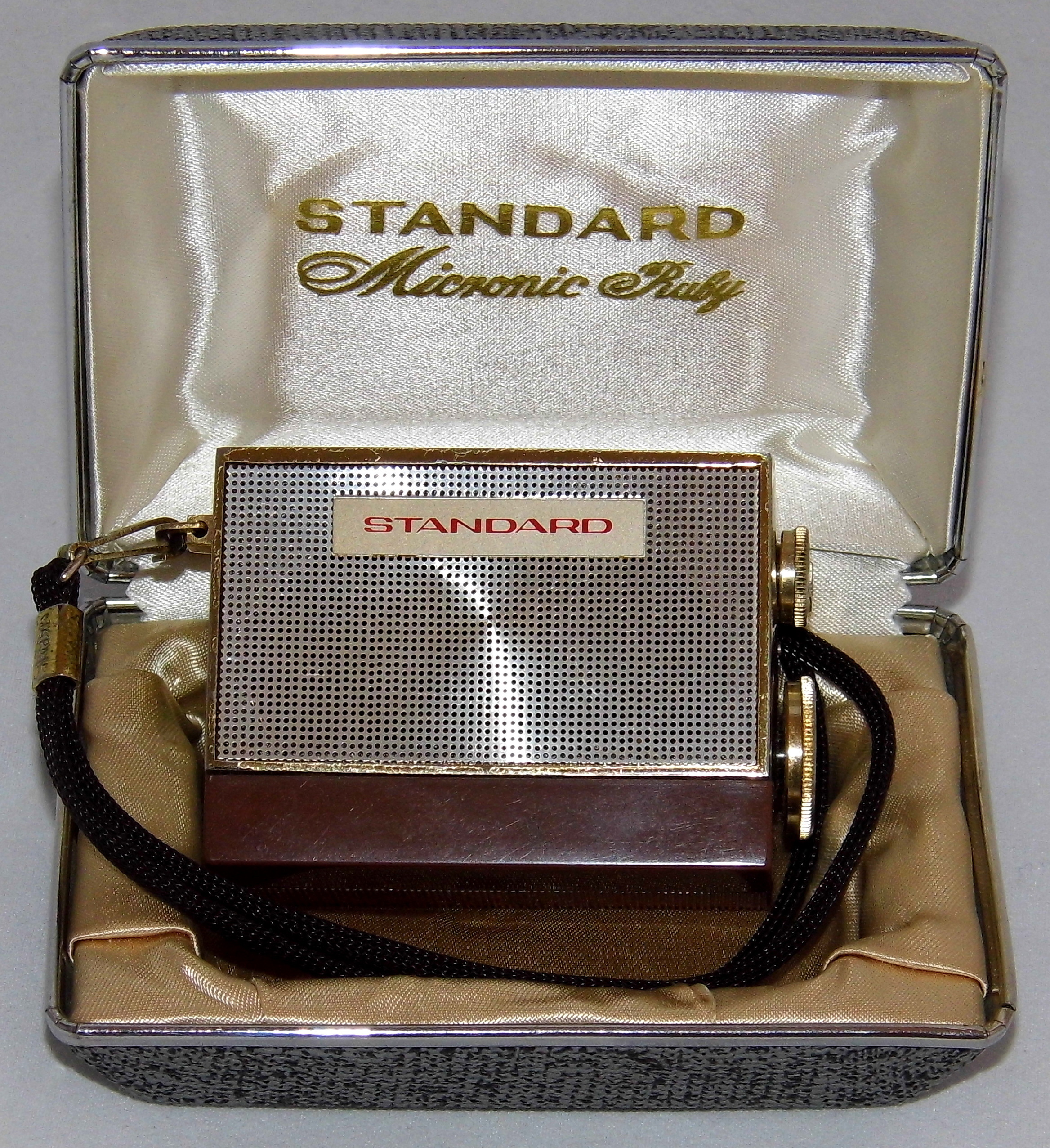
SR-H436「Micronic Ruby」
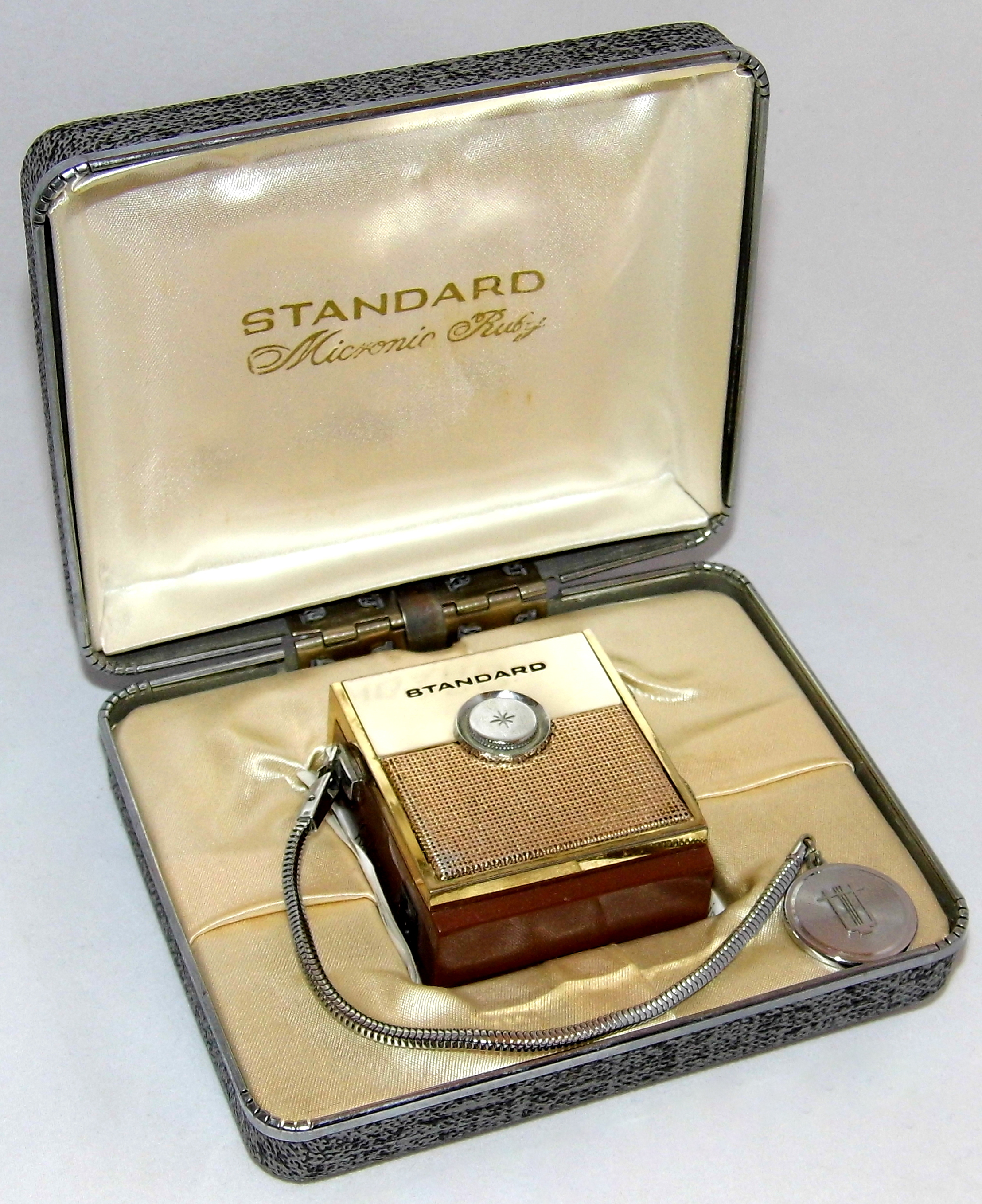
SR-H437　「Micronic Ruby」
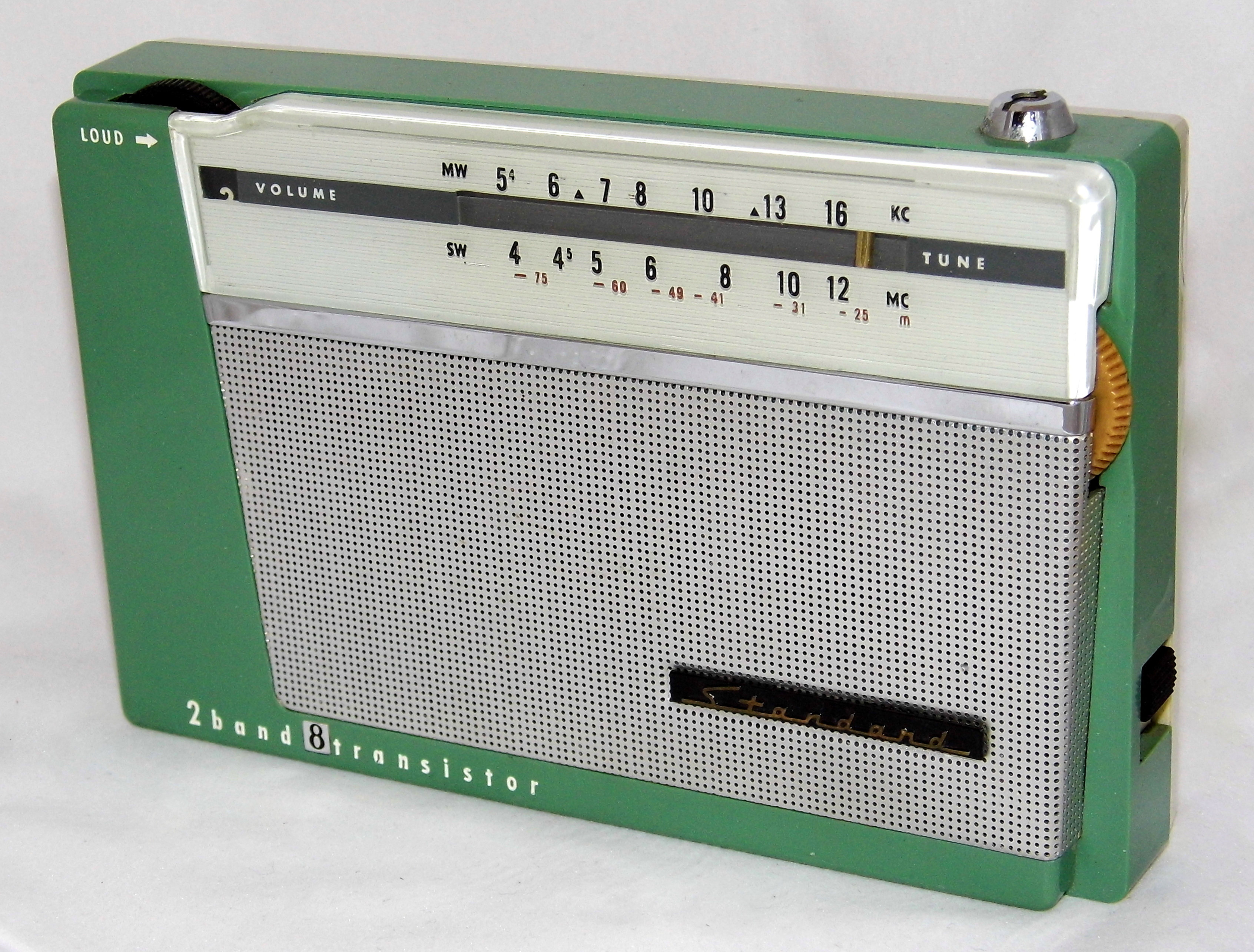
SR-H107。AM・SWの2バンドラジオ（1960年代）
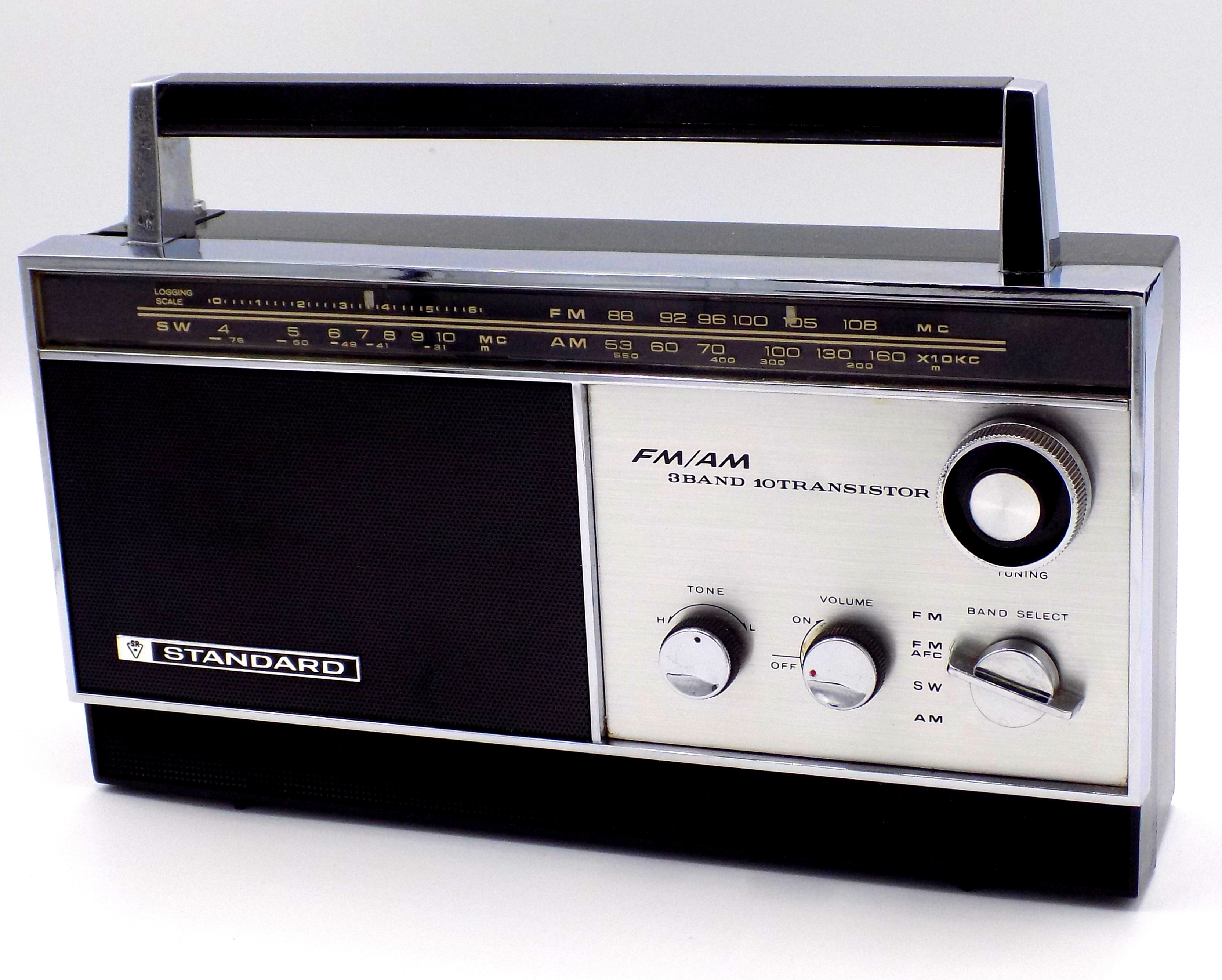
SR-J808FA。AM・FM・SWの3バンドラジオ（1960年代）

- ラジオカセットレコーダー
  - KR-2200J（1974年）
  - CRS-2000（1975年）
  - CRS-4800（1977年）
  - CRS-5000（1977年）

- プリメインアンプ
  - Model 1250（1976年）
  - PM-94（1985年）
  - PM-80（1989年）
  - PM-90（1992年）
  - PM-99SE NM（1993年）
  - PM-15（1993年）
  - PM-16（1995年）
  - PM-17（1997年）
  - PM-80a（1994年）
  - PM-11S1（2004年）
- プリアンプ
  - Sc-7（1978年）
  - SC1000（1981年）
  - DAC-1（1988年）
  - SC-7S1（2002年）
- パワーアンプ
  - SM1000（1979年）
  - MA-7（1987年）
  - SM-5（1994年）
  - Project T-1（1995年）
  - MA-9S1（2002年）

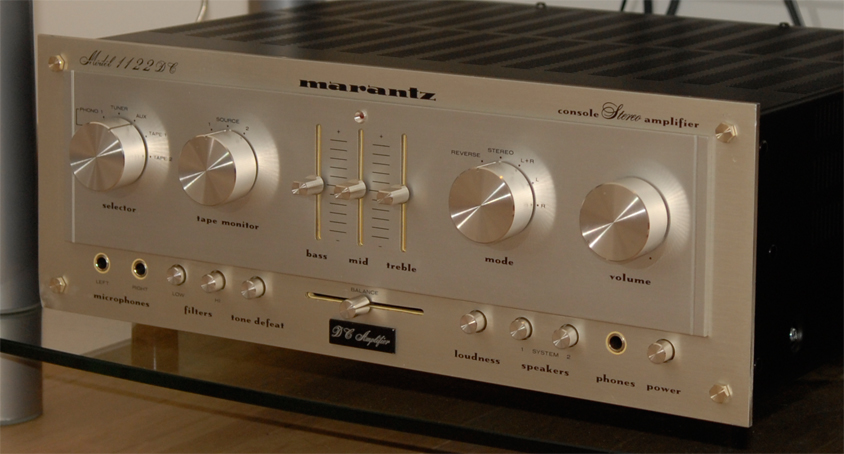
marantz 1122 DC Stereo Amplifier

- ステレオ用チューナー
- ターンテーブル（レコードプレーヤー）

TTシリーズ
- CDプレーヤー
  - CD-63（1982年）
  - CD-34（1985年）
  - CD-94 Limited（1987年）
  - CD-15（1992年）
  - CD-23Da（1998年）
- CDレコーダー
  - CDR-1（1991年） 業務用
  - DR700（1998年） 民生用

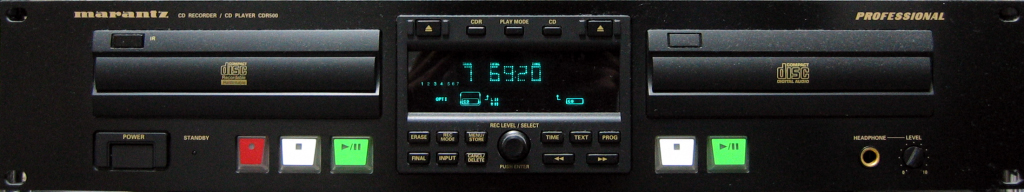
marantz CDR500 CD Player

### 無線機器
- "手のひらサイズ"のトランシーバー
  - HX-600T (1987年 -）愛称「ピコタンク」。他社にない、ひときわ異色な無線機[2][信頼性要検証]。
- ハンディトランシーバー
  - SR-C145（1971年）
  - C110（1982年）
  - C411・511（1985年）愛称「ポケクロ」
  - C500（1987年）
  - C520（1991年）
  - C550（1992年5月）
  - C560（1994年10月）
  - C510（1996年）
- モービルトランシーバー
  - SR-C806M（1969年）
  - SR-C140（1973年）
  - C8800（1978年）
  - C8900（1982年）
  - C5000（1985年）
  - C6000（1985年）
  - C5600（1990年）
  - C5700（1993年）
  - C5900（1994年）
  - C5750（1998年）
- ポータブルトランシーバー
  - C88（1979年）
  - C78（1980年）
  - C58（1981年）

C88は、日本初のマイコン内蔵ポータブル機として話題になった。
- 固定機
  - SR-C14（1971年）
  - C5500（1977年）
  - RP70KF（1987年）
  - C50（1991年）

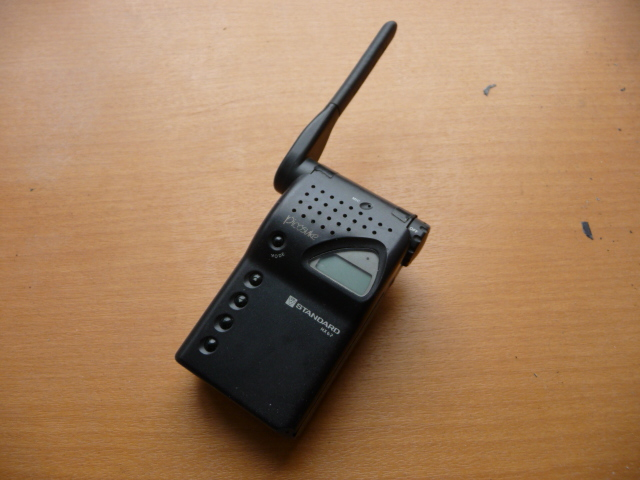
STANDARDブランドの特定小電力無線電話機 HX-620